# Ряд Лейбніца
Ряд Лейбніца — знакопереміжний ряд, названий ім'ям його дослідника, німецького математика Лейбніца (хоча цей ряд був відомим і раніше):
{\displaystyle 1-{\frac {1}{3}}+{\frac {1}{5}}-{\frac {1}{7}}+{\frac {1}{9}}-{\frac {1}{11}}+{\frac {1}{13}}-{\frac {1}{15}}+{\frac {1}{17}}-{\frac {1}{19}}+{\frac {1}{21}}-\cdots =\sum _{n=0}^{\infty }\,{\frac {(-1)^{n}}{2n+1}}.}
Збіжність цього ряду зразу випливає з теореми Лейбніца для знакових рядів. Лейбніц показав, що сума ряду дорівнює {\displaystyle {\frac {\pi }{4}}.} Це відкриття вперше показало, що число {\displaystyle \pi }, спочатку визначене в геометрії, насправді є універсальною математичною константою; надалі цей факт неодноразово підтверджено.

## Швидкість збіжності
Ряд Лейбніца збігається вкрай повільно. Таблиця ілюструє швидкість збіжності до {\displaystyle \pi } ряду, помноженого на 4.
| n (число членів ряду) | {\displaystyle 4\cdot \sum _{k=0}^{n-1}{\frac {(-1)^{k}}{2k+1}}} (часткова сума, вірні знаки виділені чорним кольором) | Відносна точність |
| --------------------- | --- | ----------------- |
| 2                     | 2,666666666666667 | 0,848826363156775 |
| 4                     | 2,895238095238095 | 0,921582908570213 |
| 8                     | 3,017071817071817 | 0,960363786700453 |
| 16                    | 3,079153394197426 | 0,980124966449415 |
| 32                    | 3,110350273698686 | 0,990055241612751 |
| 64                    | 3,125968606973288 | 0,995026711499770 |
| 100                   | 3,131592903558553 | 0,996816980705689 |
| 1.000                 | 3,140592653839793 | 0,999681690193394 |
| 10.000                | 3,141492653590043 | 0,999968169011461 |
| 100.000               | 3,141582653589793 | 0,999996816901138 |
| 1.000.000             | 3,141591653589793 | 0,999999681690114 |
| 10.000.000            | 3,141592553589793 | 0,999999968169011 |
| 100.000.000           | 3,141592643589793 | 0,999999996816901 |
| 1.000.000.000         | 3,141592652589793 | 0,999999999681690 |

## Історія
Ряд Лейбніца легко отримати через розкладання арктангенса в ряд Тейлора:
{\displaystyle \operatorname {arctg} x=x-{\frac {x^{3}}{3}}+{\frac {x^{5}}{5}}-{\frac {x^{7}}{7}}+\cdots }
Поклавши {\displaystyle x=1,} ми отримуємо ряд Лейбніца.
Ряд Тейлора для арктангенса вперше відкрив індійський математик Мадхава зі Сангамаграми, засновник Керальської школи з Астрономії і Математики (XIV століття). Мадхава використовував ряд для обчислення числа {\displaystyle \pi }. Однак ряд Лейбніца з {\displaystyle x=1,} як показано вище, збігається вкрай повільно, тому Мадхава поклав {\displaystyle x={\frac {\sqrt {3}}{3}}} і отримав ряд, що збігається значно швидше:
{\displaystyle \pi ={\sqrt {12}}\left(1-{1 \over 3\cdot 3}+{1 \over 5\cdot 3^{2}}-{1 \over 7\cdot 3^{3}}+\cdots \right)}
Сума перших 21 доданка дає значення {\displaystyle 3{,}14159265359}, причому всі знаки, крім останнього, правильні.
Праці Мадхави і його учнів не були відомі в Європі XVII століття, і розклад арктангенса незалежно перевідкрили Джеймс Грегорі (1671) і Готфрідом Лейбніц (1676). Тому деякі джерела пропонують називати цей ряд «рядом Мадхави — Лейбніца» або «рядом Грегорі — Лейбніца». Грегорі, втім, не пов'язав цього ряду з числом {\displaystyle \pi .}

## Прискорення збіжності
Ще одна модифікація ряду Лейбніца, що робить його практично придатним для обчислення {\displaystyle \pi } — попарне об'єднання членів ряду. В результаті отримаємо такий ряд:
{\displaystyle {\frac {\pi }{4}}=\sum _{n=0}^{\infty }\left({\frac {1}{4n+1}}-{\frac {1}{4n+3}}\right)=\sum _{n=0}^{\infty }{\frac {2}{(4n+1)(4n+3)}}}
Для подальшої оптимізації обчислень можна застосувати формулу Ейлера — Маклорена і методи чисельного інтегрування.

## Примітка
1. ↑  Фихтенгольц, 2003, с. 401.
2. ↑  Паплаускас А. Б. Доньютоновский период развития бесконечных рядов. Часть I // Историко-математические исследования. — М. : Наука, 1973. — Т. XVIII (17 серпня). — С. 104—131.
3. ↑  C. T. Rajagopal and M. S. Rangachari. On an untapped source of medieval Keralese Mathematics // Archive for History of Exact Sciences : journal. — 1978. — Vol. 18 (6). — P. 89—102. — DOI:10.1007/BF00348142.
4. ↑  Вездесущее число «пи», 2007, с. 47.
5. ↑  R C Gupta. Madhava's and other medieval Indian values of pi // Math. Education. — 1975. — Vol. 9, no. 3 (17 August). — P. B45—B48.